# Banque nationale de la République kirghize
La Banque nationale de la République kirghize (kirghize : Кыргыз Республикасынын Улуттук Банкы), est la banque centrale de Kirghizistan. Comme les autres banques centrales, sa mission première est de rechercher la stabilité financière du pays. Il n’est pas lié au Département du Trésor, car il s’agit d’une institution autonome.

## Histoire
Après la chute de l'Union soviétique en 1991, un certain nombre de banques ont été créées. Fonctionnant dans un contexte économique changeant, elles ont progressivement acquis de nouvelles caractéristiques et adopté des méthodes de travail modernes,.
La République kirghize a créé la Banque nationale par une loi de juin 1991 à partir des opérations kirghizes antérieures du Gosbank, et a ainsi été l'avant-dernière république soviétique à établir sa propre banque centrale.
Au cours de ses premières années, le Kirghizistan et de nombreux autres États post-soviétiques s'appuyaient principalement sur le rouble soviétique comme monnaie. L'instabilité de la monnaie et l'incapacité des nombreux pays à coopérer sur les politiques monétaires et budgétaires ont conduit la Banque centrale russe à imposer des restrictions au flux de crédit et finalement à se retirer de l'union monétaire qui s'est ensuite effondrée. Le 10 mai 1993, le Kirghizistan a émis la première série de soms, à un taux de change de 200 roubles soviétiques pour 1 som kirghize, ces billets étaient connus sous le nom de « billets de la période de transition ». L'année suivante, la deuxième série de soms fut émise, ces billets furent connus sous le nom de « billets de la période de stabilisation ». Les mesures prises par le gouvernement et la banque centrale, sous forme de libéralisation des prix, de législation commerciale, de réforme agricole, de privatisation des actifs et d’ouverture du marché au commerce extérieur, ont finalement permis au Kirghizistan de surmonter l’inflation massive et le chômage qui ont sévi pendant les deux périodes jusqu’en 1996.